# 阿涵
阿涵（1995年9月4日—），本名周思涵，中國女歌手，网络主播，出生於安徽芜湖。2016年，发行歌曲《过客》。

## 早年经历
2016年12月，发行首支原创个人单曲《过客》，并且开启自己的演艺圈生涯。2017年2月，发行和Ayo97合唱的单曲《感谢你曾来过》。3月，发行单曲《不想》。6月，发行单曲《散了吧》。7月，与MC天佑合作单曲《备爱》。
2018年1月，与王冕合唱的单曲《讨厌你》。8月，发行歌曲《我要变好看》。9月，与韩安旭合唱的单曲《还在不在》。10月，发行单曲《我们都太自私》。11月，签约YY直播67频道。
2019年1月，发行单曲《失眠》。4月，其音乐作品《我要变好看》成为快手热门歌曲。
2020年8月12日，入驻虎牙直播，签约工会为大千传媒，成为虎牙直播星秀主播。

## 演唱会
- 2018年，参加2018连云港莱恩港利之夜群星演唱会[參⁠ 8]
- 2019年，参加“中华万里行”群星之夜演唱会[參⁠ 9]